# Білл Патерсон
Білл Па́терсон (англ. William Tulloch "Bill" Paterson; нар. 3 червня 1945, Глазго, Шотландія) — шотландський актор.

## Біографія
Народився в Глазго, Шотландія, Патерсон протягом трьох років працював учнем кошторисника, перш ніж учитись в Королівській Академії Шотландської музики і драми. Він зробив свій професійний дебют в 1967 році, виступаючи поряд з Леонардом Россітером у Бертольда Брехта «Стійка Кар'єра Артура Уї» в театрі Глазго. У 1970 році Білл прийшов в театр громадянина у справах молоді, він залишався там як актор та асистент режисера до 1972 року, коли він пішов, щоб працювати з Біллом Коннолі на Единбурзькому фестивалі.
Білл багато малював протягом 70-х років з Джоном Мак-Грат, і разом вони мають окремий домашній кінотеатр створений, як вони називають 7:84. З домашнім театром, який відвідав Англію і Європу. Він дебютував в Лондоні в 1976 році з цим домашнім театром у тому числі виробництв, таких як Чевіот, Олень і Чорний мазут.

## Фільмографія
Наведений нижче перелік неповний.
- Поля смерті (1984)
- Комфорт і Радості (1984)
- A Private Function (1984)
- Пригоди барона Мюнхгаузена (1987)
- Truly, Madly, Deeply (1990)
- Відьми (1990)
- Чаплін (1992)
- Річард III Ван Єн Маккеллен (1995)
- Люди Смайлі
- The Singing Detective
- Traffik
- Сон літньої ночі
- Міс Поттер (2006)
- Крихітка Дорріт (2008)
- Іспанка: жертви пандемії грипу (2009)
- Висотка (2015)
- Ребекка (2020)